# Parálisis Permanente

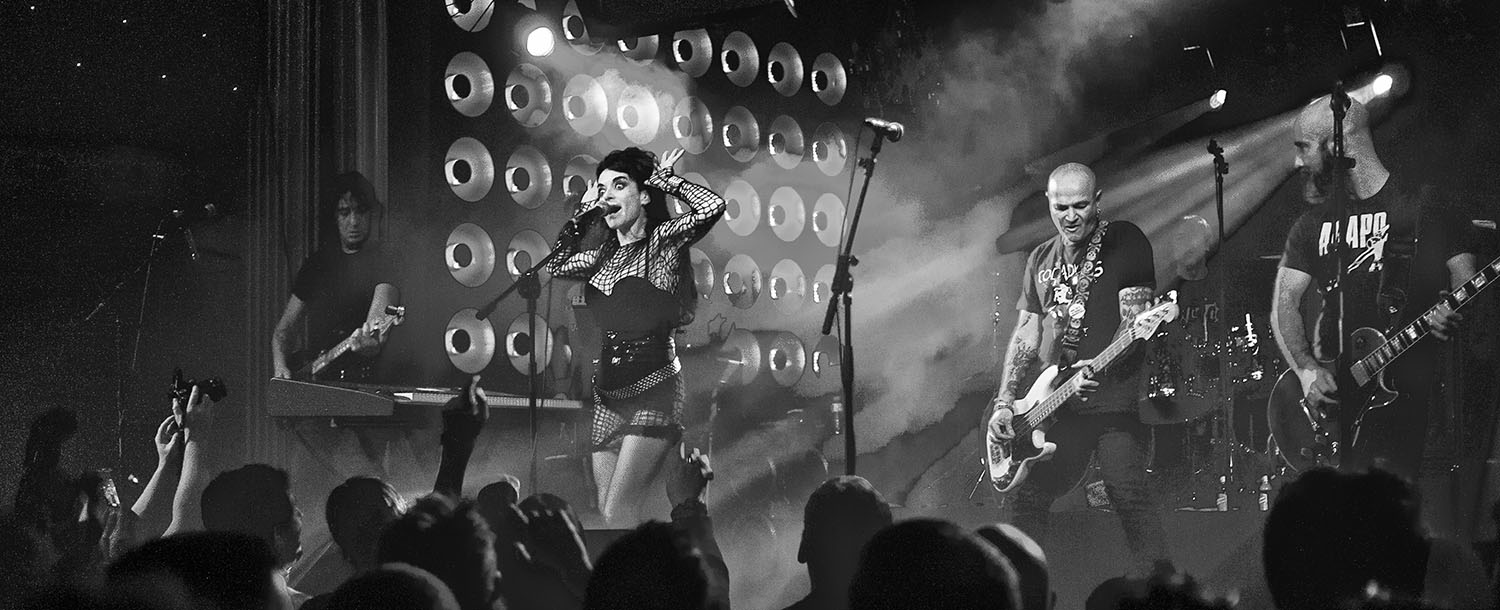
Concert d'Ana Curra juntament amb Parálisis Permanente.

Parálisis Permanente va ser un grup espanyol de post-punk de la dècada del 1980, al qual es considera l'iniciador d'un corrent de so «fosc», dins de l'anomenada movida madrilenya. Sorgits a principis de la dècada a Madrid, inicialment com a grup paral·lel de dos membres d'Alaska y los Pegamoides, van publicar un únic àlbum i van veure truncada tràgicament la seva prometedora carrera a causa d'un accident de trànsit del seu líder i cantant, Eduardo Benavente (1962-1983). Tot i la seua breu trajectòria, avui dia se'l considera un grup de culte dins de les contracultures del rock gòtic i del punk ibèric. Al llarg dels anys van gravar 24 cançons, editades entre el 1981 i el 1995.

## Història
La banda va ser fundada a principis de 1981 per Eduardo Benavente (guitarra) i Nacho Canut (baix), ambdós exmembres d'Alaska y los Pegamoides, al costat dels seus respectius germans, Javier Benavente (veu) i Johnny Canut (bateria). Aquesta formació va arribar a gravar una maqueta, que es va incloure en la recopilació Singles y primeras grabaciones, de 1995. La maqueta inclou una versió en castellà de la cançó «Warhead» d'U.K. Subs, titulada «¿Por qué?». Javier va abandonar aviat el projecte i Eduardo va passar a ser el cantant, a més de guitarrista. Van presentar el projecte Parálisis Permanente a la sala Jardín, allunyant-se del so Pegamoide i optant per un aire sinistre i fosc, més proper a bandes com Décima Víctima o Gabinete Caligari.
Les reticències del segell discogràfic Hispavox a treballar amb Parálisis Permanente va fer que el grup acudís a Tic-Tac, una empresa basca que va editar el seu primer disc, un EP compartit amb Gabinete Caligari. L'EP, que inclou les cançons «Autosuficiencia» i «Tengo un pasajero» de Parálisis Permanente, es va enregistrar a l'octubre de 1981 i es va publicar al gener de 1982, esgotant-se de seguida les mil còpies distribuïdes. Així es va fundar tot seguit la discogràfica Tres Cipreses, inicialment centrada en els dos grups de l'EP compartit encara que, posteriorment, també va editar altres grups com Seres Vacíos, Loquillo y los Trogloditas i Desechables. Del tema «Autosuficiéncia» es va rodar, a més, l'únic videoclip del grup per al programa de TVE Pista libre.
Davant l'èxit inicial, Servando Carballar, el creador del segell DRO, a banda de reeditar el primer, els va proposar publicar un nou EP amb quatre noves cançons, entre elles «Quiero ser santa», escrita al principi per a Pegamoides per Ana Curra, Alaska, Eduardo Benavente i Nacho Canut, i «Un día en Texas», basada en la pel·lícula The Texas Chain Saw Massacre.
Després de la marxa del grup de Nacho Canut per a unir-se a Dinarama, van entrar al baix l'ex Derribos Arias, Rafa Balmaseda, a més d'Ana Curra als teclats, una altra Pegamoide i companya sentimental d'Eduardo. El juliol de 1982 van gravar els tretze temes de l'àlbum El Acto, on s'hi explotava un vessant fosc i tenebrós del punk, fet que s'ha interpretat com la germinació a Espanya del moviment post-punk, corrent iniciat al Regne Unit per bandes com Siouxsie And The Banshees, Joy Division, Killing Joke, The Damned i The Cure. Al costat dels nous temes propis apareixen dues versions en castellà: «Héroes», de David Bowie («Heroes»), i «Quiero ser tu perro», de The Stooges («I wanna be your dog»). L'àlbum, es va presentar a l'octubre, i va tenir, malgrat ser una publicació independent, un èxit considerable, encara que aviat superat pel primer àlbum de Siniestro Total.
En 1983 va sortir el seu últim senzill, Nacidos para dominar/Sangre. El 14 de maig del mateix any, tornant d'un concert a Lleó i dirigint-se a Saragossa a tocar, el Seat Ronda en què viatjaven Eduardo Benavente, Ana Curra i Toti Árboles (bateria) va sortir de la carretera a causa de la pluja, als voltants d'Alfaro. Eduardo, que tenia només vint anys, va morir de camí a l'hospital mentre que Ana va haver de ser hospitalitzada i Toti va patir ferides lleus.

## Discografia

### Àlbum d'estudi
- El acto (1982)

### EP
- Parálisis Permanente/Gabinete Caligari (1981)
- Quiero ser santa (1982)

### Recopilatoris
- Los Singles (1984)
- Singles y primeras grabaciones (1995)
- Grabaciones completas 1981-1983 (2001)